# Josep Fèlix d'Amada i Torregrossa
Josep Fèlix d'Amada i Torregrossa   (Sort, 1625 - Saragossa, 1706) fou un eclesiàstic i escriptor català.
Va estudiar a Madrid lleis i cànons, acabant les dues carreres a la cort, on va exercir durant algun temps la d'advocat. Nomenat canonge de la Basílica del Pilar de Saragossa el 1690, va ser posteriorment examinador sinodal i vicari general de Saragossa.

## Obres
- Palestra numerosa austriaca, en la victoriosa ciudad de Huesca
- Redención de cautivos cristianos
- Parangón histórico y político; Compendio de los milagros de Ntra. Sra. del Pilar de Zaragoza.